# パコ・ビエンソバス
パコ・ビエンソバス（Paco Bienzobas）ことフランシスコ・ビエンソバス・オカリス（Francisco Bienzobas Ocáriz,1909年3月26日 - 1981年4月30日）は、スペイン・サン・セバスティアン出身の元サッカー選手。スペイン代表である。ポジションはFW。
ラ・リーガが初開催された1928-29シーズンのピチーチ賞受賞者である。

## 経歴

### 初代得点王として
12歳から17歳まで地元のUDサン･セバスティアンでプレーし、その後レアル・ソシエダと契約した。移籍初年度にギプスコア県選手権を制した。初めてコパ・デル・レイの決勝を戦ったのは1928年で、引き分け再試合の末にFCバルセロナに1-3で敗北した。1928-29シーズンには全国選手権(リーガ・エスパニョーラ)が創設され、レアルも選手権に参加した。クラブは10チーム中4位で最初のシーズンを終え、ビエンソバスは14得点を挙げて初代得点王に輝いた。彼は4シーズンで65試合に出場し、39得点を挙げた。
1934年、セグンダ・ディビシオンに属していたCAオサスナに移籍した。ビエンソバスが加入したシーズンにプリメーラ・ディビシオンに昇格したが、1シーズンで降格してしまった。その後、スペイン内戦の影響で何年かプレーできなかった。スペイン内戦後、彼はレアルに復帰した。1942年、リーガ･エスパニョーラで92試合50得点という成績を残して現役引退した。スペイン代表では2試合に出場して2得点を決めている。

### 現役引退後
現役引退後はレフェリーとして活躍した。1942年にレフェリーとしての道を歩み始め、1948年に初めてプリメーラ・ディビシオンの試合を任された。48試合で笛を吹いた。

## 所属クラブ
- 1921-1926  UDサン･セバスティアン
- 1926-1934  レアル・ソシエダ
- 1934-1940  CAオサスナ
- 1940-1942  レアル・ソシエダ

## タイトル
- レアル・ソシエダ
  - ギプスコア県選手権 1927, 1929
  - ギプスコア県/ナバラ州/アラゴン州選手権 1933
- CAオサスナ
  - ナバラ県選手権 1939